# Take Out Some Insurance
Take Out Some Insurance (englisch für: „Schließ eine Versicherung ab“) (auch als: Take Out Some Insurance for me, Baby oder Take Out Some Insurance, Baby) ist ein Lied von Jimmy Reed, das dieser 1959 aufnahm und das er im selben Jahr als Single A-Seite veröffentlichte.

## Hintergrund
Jimmy Reed nahm das Lied Take Out Some Insurance im März 1959 auf, das dann im April als Single (Vee Jay 314) veröffentlicht wurde. Es erschien auch auf seinem Album Rockin' With Reed. Als Komponist wurde ursprünglich Jesse Stone angegeben, bei weiteren Veröffentlichungen wurden als Komponisten Wally Hall und Charles Singleton aufgeführt. Der Song konnte sich nicht in den US-amerikanischen Charts platzieren.
Der Text des Liedes sagt aus, das der Sänger sterben würde, wenn er von seiner Freundin oder Frau verlassen würde.
Es gibt über 20 weitere Coverversionen des Liedes.

## Tony Sheridan/Beatles-Version

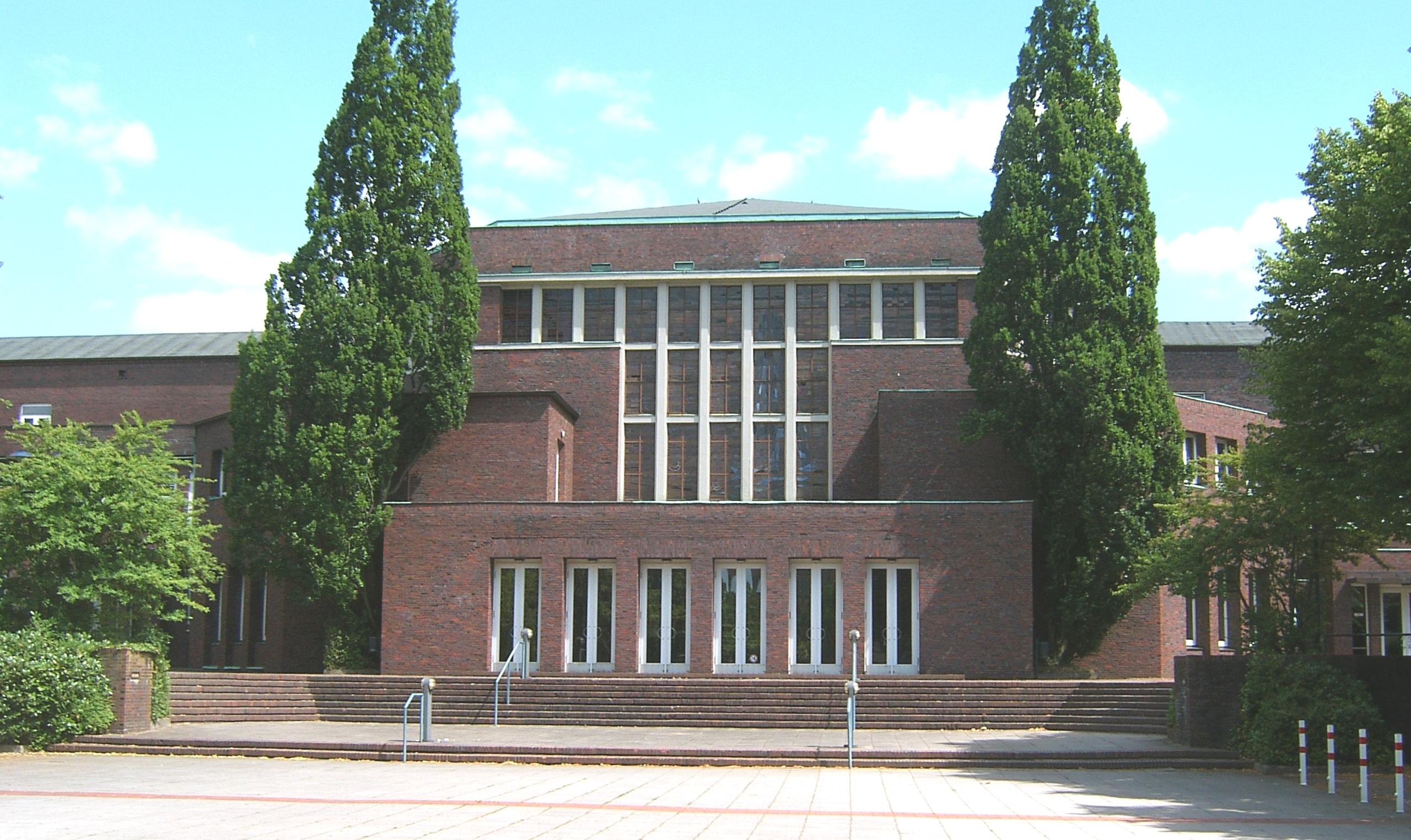
Friedrich-Ebert-Halle

Tony Sheridan nahm mit den Beatles, entweder am 22./23. Juni 1961 in der Friedrich-Ebert-Halle oder laut anderen Quellen am 24. Juni 1961 im Studio Rahlstedt (Rahlau 128, Hamburg-Tonndorf) auf. Da das Studio aber erst Ende Februar 1962 fertiggestellt wurde, ist dieser Termin ausgeschlossen. Take Out Some Insurance wurde mit einem tragbaren Zweispur-Tonbandgerät aufgenommen, die Produktionsleitung übernahm Bert Kaempfert, Toningenieur war Karl Hinze, Tony Sheridan und die Beatles spielten in folgender Besetzung:
- Tony Sheridan: Gesang und Leadgitarre
- George Harrison: Rhythmusgitarre
- Paul McCartney: Bass
- Pete Best: Schlagzeug

John Lennon war nicht an der Aufnahme beteiligt, Stuart Sutcliffe verließ die Beatles bereits vor den Aufnahmen im Juni 1961.
Take Out Some Insurance wurde auf dem Kompilationsalbum The Beatles’ First unter dem Titel Take Out Some Insurance, Baby veröffentlicht. Das Album erschien im April 1964 in Deutschland und am 4. August 1967 in Großbritannien. In den USA wurde das Album am 4. Mai 1970 unter dem Titel In the Beginning (Circa 1960) veröffentlicht. Am 15. April 1964 erschien in Deutschland die Single Ain’t She Sweet / Take Out Some Insurance On Me, Baby.
In den USA wurden Mitte Januar 1964 vier Lieder in den Atlantic Recording Studios überarbeitet, so wurde für Take Out Some Insurance on Me, Baby eine weitere Schlagzeugbegleitung von Bernard Purdie eingespielt, Cornell Dupree spielte noch eine weitere Gitarrenbegleitung ein. Am 29. Mai 1964 erschien in Großbritannien die Single Ain’t She Sweet / If You Love Me, Baby, wobei hier Take Out Some Insurance on me, Baby als If You Love Me, Baby betitelt wurde.  Am 1. Juni 1964 wurde in den USA die Single Sweet Georgia Brown / Take Out Some Insurance on me, Baby veröffentlicht.